# Eubostrichus filiformis
Eubostrichus filiformis är en rundmaskart som beskrevs av Richard Greeff 1869. Eubostrichus filiformis ingår i släktet Eubostrichus och familjen Desmodoridae. Inga underarter finns listade i Catalogue of Life.